# Catherine Booth

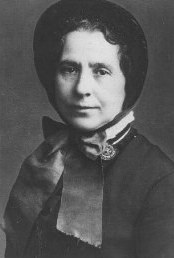
Catherine Booth

Catherine Booth geb. Mumford (* 17. Januar 1829 in Ashbourne, Derbyshire, England; † 4. Oktober 1890 in Clacton-on-Sea, Essex, England), war die Frau William Booths, des Gründers der Heilsarmee. An der Gründung und Organisation der Heilsarmee war sie wesentlich beteiligt. Sie gilt als Vorkämpferin für Frauenrechte.

## Leben
Catherine Mumford war die Tochter eines methodistischen Laienpredigers, die durch ihre Mutter eine umfassende Bildung genoss und bereits als Kind ein christlich motiviertes Empfinden für soziale Fragen entwickelte. (Im Alter von zwölf Jahren soll sie die Bibel bereits acht Mal gelesen haben.) Als junges Mädchen arbeitete sie als Sekretärin für eine Abstinenzbewegung von Jugendlichen und schrieb Artikel für Zeitschriften, in denen sie vor der Gefahr des Alkoholismus warnte.

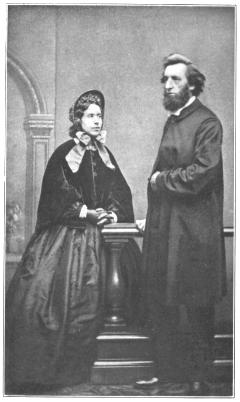
William und Catherine Booth, 1862

Im Jahr 1844 zog sie mit ihren Eltern nach London. 1852 lernte sie, die sich der methodistischen New Connexion angeschlossen hatte, den methodistischen Pfarrer William Booth kennen. Die beiden fanden sich im gemeinsamen Engagement für christliches soziales Handeln, waren aber sehr unterschiedlicher Meinung, wenn es um die Rolle von Frauen in der Kirche ging: Catherine befürwortete energisch das Recht der Frau zu predigen.
Im Jahr 1855 heiratete sie William Booth. In den ersten Jahren ihrer Ehe lebte sie gemäß der Rolle einer methodistischen Pfarrersfrau und hielt Sonntagsschule und Bibelstunde für die Frauen. Gleichzeitig verfasste sie aber theologische Abhandlungen, in denen sie anhand der Bibel für Frauenrechte argumentierte.
1860, als Mutter von vier Kindern, hielt sie ihre erste Predigt. Als William Booth 1861 als Erweckungsprediger in Cornwall und Wales zu arbeiten begann, predigte sie ebenfalls; drei Jahre später schätzte man ihre Predigten sogar mehr als seine.
Als 1865 die Arbeit der Christian Mission, wie die Heilsarmee zuerst hieß, in London Eastend begann, war sie von Anfang an als evangelistische Predigerin an vorderster Front dabei.
In den Aufbaujahren der Heilsarmee war Catherine Booth Predigerin und Theologin der Bewegung, vertrat ihren erkrankten Mann während Monaten in der Leitung, organisierte Armenspeisungen (wobei sie selbst etwa zu Weihnachten 300 Mahlzeiten kochte) und holte unzählige Fabrikarbeiterinnen in die Bewegung, die sie selbst dann in mehrmonatigen Kursen ausbildete. Daneben zog sie acht Kinder auf, von den sieben sich in der Leitung der Heilsarmee engagierten.
Aus ihrer christlichen Überzeugung heraus engagierte sie sich auch gesellschaftspolitisch, schrieb an die Königin und an Abgeordnete, kämpfte gegen Prostitution und demonstrierte für bessere Arbeitsbedingungen, insbesondere der Frauen.
Am 4. Oktober 1890 starb sie an Krebs. An ihrer Beerdigung nahmen 36.000 Leute teil.

## Werke
- Das Recht der Frau zu predigen, DFS, Köln 2000, ISBN 3-905499-26-6 (Übersetzung von Female Ministry auch in Practical Religion enthalten).
- Popular Christianity (englisch).
- Female Ministry or, Woman's Right to Preach the Gospel (englisch), 1859 (in Buch Papers on Practical Religion enthalten)
- Female Teaching (englisch), 1861
- Papers on Practical Religion (englisch), 1879
- Aggressive Christianity: practical Sermons (englisch), 1881
- Papers on Godliness (englisch), 1882
- Life and Death. Being reports of addresses delivered in London (englisch), 1883;
- The Salvation Army in Relation to the Church and State, and other addresses …, With an appendix on the so-called »Secret Book« (englisch), 1883
- The Iniquity of State Regulated Vice. A speech (englisch), 1884